# Cardium indicum
Cardium indicum is een tweekleppigensoort uit de familie van de Cardiidae. De wetenschappelijke naam van de soort is voor het eerst geldig gepubliceerd in 1819 door Lamarck.